# Václav Zítek
Václav Zítek (24. března 1932, Tisá u Ústí nad Labem – 20. prosince 2011, Praha) byl český operní pěvec – barytonista.

## Životopis
V roce 1951 maturoval na reálném gymnáziu v Benešově. Začal studovat Vysokou školu chemicko–technologickou, ale po prvním semestru studia zanechal a věnoval se již pouze zpěvu. Zpěv studoval soukromě u E. Matouškové, M. Linky, D. Levytského a Z.Otavy. V letech 1952 až 1955 účinkoval v Armádním uměleckém souboru Víta Nejedlého, v období 1955 – 1959 byl členem sboru Národního divadla v Praze (zpíval i epizodní role), v sezóně 1959/1960 byl sólistou v ostravské opeře. V letech 1960–1969 byl sólistou opery v Ústí nad Labem. Po pohostinských vystoupeních v opeře Národního divadla v Praze byl angažován v srpnu roku 1969 Jaroslavem Krombholcem jako sólista opery a setrval zde až do roku 1991, kdy ze zdravotních důvodů musel ukončit svoji uměleckou činnost.
Jedná se o jednoho z nejvýznamnějších českých pěvců poválečné generace. Jeho ušlechtile znějící krásný lyrický baryton měl velký tónový rozsah, jeho repertoár obsáhl jak role pro vysoký baryton (např. Figaro – Rossinni: Lazebník sevillský), lyrický baryton (např. Evžen Oněgin, smetanovské postavy) tak i pro dramatický baryton (např. Macbeth, Rigoletto) a zpíval i basový part Borise Godunova. Jeho ztvárnění rolí bylo charakteristické nejen krásným tónem, ale i vynikajícím hereckým projevem.
Disponuje bohatou diskografií, která obsahuje mnoho záznamů z rozhlasu a televize. Často hostoval v Německu, Rusku, Itálii, Francii, Švýcarsku, spolupracoval s mnoha světovými dirigenty (např. C. Abbadem, Sirem Charlesem Mackerrasem). Své bohaté umělecké zkušenosti předával mladé generaci nejprve na Pražské konzervatoři, od roku 1977 pak i na HAMU a Pardubické konzervatoři. Dlouhá léta působil jako hlasový poradce Opery Národního divadla v Praze.
Při výročí 100 let Národního divadla v Praze vystoupil ve slavnostní opeře Libuše Bedřicha Smetany jako Přemysl po boku Gabriely Beňačkové (kněžna Libuše).
Poslední rozloučení s ním proběhlo 27. prosince 2011 v Národním divadle. Byl pohřben na Vyšehradském hřbitově v hrobě nadace Život umělce.
K výročí jeho nedožitých 80. narozenin se uskutečnil dne 24. března 2012 slavnostní koncert v Sále Martinů Akademie múzických umění v Praze, kde vystoupila řada jeho studentů (Vratislav Kříž, Vanda Šípová, Pavel Klečka, Zdeněk Harvánek, Michal Lieberzeit).

## Ocenění
- 1975 titul zasloužilý umělec
- 1981 Státní cena Klementa Gottwalda (nastudování celého barytonového operního repertoáru B. Smetany)
- 1982 mezinárodní cena Grammy Awards
- 1985 titul národní umělec
- 2007 Cena Thálie za celoživotní mistrovství v oboru opera

## Role

### Národní divadlo v Praze
- Lazebník sevillský premiéra: sezona 1945/1946 – Fiorello
- Z mrtvého domu premiéra: sezona 1957/1958 – Duchovní
- Violetta premiéra: sezona 1958/1959 – Markýz d'Aubigny
- Rusalka premiéra: sezona 1959/1960 – Lovec
- Dalibor premiéra: sezona 1960/1961 – Vladislav
- Lazebník sevillský premiéra: sezona 1963/1964 – Figaro
- Carmen premiéra: sezona 1965/1966 – Escamillo
- Nabucco premiéra: sezona 1965/1966 – Nabuchodonozor
- Madam Butterfly premiéra: sezona 1966/1967 – Sharpless
- Prodaná nevěsta premiéra: sezona 1966/1967 – Mícha
- Don Giovanni premiéra: sezona 1968/1969 – Don Giovanni
- Hry o Marii premiéra: sezona 1968/1969 – Bůh-syn
- Libuše premiéra: sezona 1968/1969 – Radovan, Přemysl
- Eugen Oněgin premiéra: sezona 1969/1970 – Eugen Oněgin
- Kupec benátský premiéra: sezona 1969/1970 – Bassanio
- Figarova svatba premiéra: sezona 1970/1971 – Hrabě Almaviva
- Prodaná nevěsta premiéra: sezona 1970/1971 – Krušina
- Šárka premiéra: sezona 1970/1971 – Kníže Přemysl
- Vojna a mír premiéra: sezona 1970/1971 – Andrej
- Arabella premiéra: sezona 1971/1972 – Mandryka
- Simon Boccanegra premiéra: sezona 1971/1972 – Paolo Albiani
- Hubička premiéra: sezona 1972/1973 – Tomeš
- Piková dáma premiéra: sezona 1972/1973 – Kníže Jelecký
- Tajemství premiéra: sezona 1972/1973 – Kalina
- Bratři Karamazovi premiéra: sezona 1973/1974 – Policejní komisař
- Čertova stěna premiéra: sezona 1973/1974 – Vok Vítkovic
- Rigoletto premiéra: sezona 1973/1974 – Rigoletto
- Ariadna premiéra: sezona 1974/1975 – Théseus
- Don Giovanni premiéra: sezona 1974/1975 – Don Giovanni
- Fidelio premiéra: sezona 1975/1976 – Fernando
- Lazebník sevillský premiéra: sezona 1975/1976 – Figaro
- Piková dáma premiéra: sezona 1976/1977 – Kníže Jelecký
- Z mrtvého domu premiéra: sezona 1976/1977 – Alexandr Petrovič Gorjančikov
- Carmen premiéra: sezona 1977/1978 – Escamillo
- Macbeth premiéra: sezona 1977/1978 – Macbeth
- Faust a Markétka premiéra: sezona 1978/1979 – Valentin
- Figarova svatba premiéra: sezona 1978/1979 – Hrabě Almaviva
- Nevěsta messinská premiéra: sezona 1979/1980 – Don Manuel
- Tajemství premiéra: sezona 1980/1981 – Kalina
- Tosca premiéra: sezona 1980/1981 – Baron Scarpia
- Zuzana Vojířová premiéra: sezona 1980/1981 – Petr Vok
- Dalibor premiéra: sezona 1981/1982 – Vladislav, král český
- Hubička premiéra: sezona 1981/1982 – Tomeš
- Čertova stěna premiéra: sezona 1982/1983 – Vok Vítkovic
- La traviata premiéra: sezona 1982/1983 – Jiří Germont
- Prodaná nevěsta premiéra: sezona 1982/1983 – Krušina
- Libuše premiéra: sezona 1983/1984 – Přemysl ze Stadic
- Don Giovanni premiéra: sezona 1984/1985 – Don Giovanni
- Falstaff premiéra: sezona 1985/1986 – Sir John Falstaff
- Armida premiéra: sezona 1986/1987 – Ismen
- Zásnuby v klášteře premiéra: sezona 1986/1987 – Don Carlos
- Fidelio premiéra: sezona 1988/1989 – Don Fernando
- Hry o Marii premiéra: sezona 1990/1991 – Bůh-syn